# 15399 Hudec
15399 Hudec (1997 VE) là một tiểu hành tinh vành đai chính được phát hiện ngày 2 tháng 11 năm 1997 bởi J. Ticha và M. Tichy ở Klet.